# میروسلاف (ناحیه زنویمو)
میروسلاف (به چکی: Miroslav) یک منطقهٔ مسکونی و شهرستان دارای شهرک سابقاً روستا در جمهوری چک است که در ناحیه زنویمو واقع شده‌است. میروسلاف ۲٬۹۰۹ نفر جمعیت دارد.